# Неонијанска крстионица
Неонијанска крстионица (итал. Battistero Neoniano) ранохришћански је споменик у италијанском граду Равени. Она је заједно са седам других споменика уписана на Унесков списак места светске баштине у Европи 1996. године под именом: „Ранохришћански споменици и мозаици у Равени”, као „најпотпунија и најбољe сачувана ранохришћанска крстионица, која је јединствена у очувању начина приказивања људске фигуре из класичне античке уметности”.
Неонијанска крстионица је најстарија грађевина у граду, делом изграђена на месту староримских терми. Такође је позната и као Правоверна крстионица како би се разликовала од оближње Аријанске крстионице коју је изградио остроготски краљ Теодорик I неких 70ак година касније.
Грађевину осмоугаоног облика од опеке започео је бискуп Урсус крајем 4. и почетком 5. века, као део велике базилике која је уништена 1734. године. Довршио ју је бискуп Неон крајем 5. века, када су завршене и декорације од мозаика. Грађевина има осам страница, што симболизује седам дана у недељи и један дан више као симбол последњег Ускрснућа и Вечног живота. Има две полукружне апсиде и лучне прозоре на горњем делу сваке стране, изнад којих су две плитке нише. Изворни под јој је, као и код других равенских споменика, неких 2,3 метара под земљом, тако да јој се изворни облик и начин на који је била повезана с другим грађевинама не види.
Унутра се налази велика камена крстионица у средини, а полукружне нише између аркада, као и зидови изнад и купола испуњене су мозаицима. Мозаик у куполи приказује Крштење Христово. Христ је приказан без браде, андрогиничан, напола уроњен у реку Јордан, док је изнад њега Свети Јован Крститељ огрнут леопардовим крзном. Насупрот њега је паганско божанство у грчком огртачу, персонификација Јордана. Изнад њих лети бела голубица која пршћe свету воду из свог кљуна, симбол Светога духа. Око њих су радијално поређани апостоли у два низа који завршавају састанком Светог Петра са Светим Павлом, а испод, на архитраву између куполе и горњих аркада налази се низ с архитектуром и свецима.
Цела грађевина и средишњи мозаици су, вероватно намерно, копирани у Аријанској крстионици која је изграђена око 70 година касније.

## Галерија
- Унутрашњост крстионице
- Прозори и зидови изнутра
- Мозаик испод куполе, а изнад горњих аркада
- Мозаици у куполи